# Schitul Ostrov
Schitul Ostrov a fost construit între anii 1518 - 1522, fiind o ctitorie a domnitorului Neagoe Basarab și a soției sale Despina.  Numele de Ostrov îi vine de la faptul că este construită pe un ostrov (insuliță) a Oltului în centrul orașului - stațiune Călimănești din județul Vâlcea.

## Istoria
Biserica schitului este zidită pe locul unui mai vechi locaș. A fost sființită nezugravită. Pictura este începută a fi executată la 1752, cu altarul și se termină cu restul bisericii în 1760. Tot atunci în aceeași perioadă, pisania veche a fost înlocuită cu o pisanie în limba română cu litere chirilice.
De remarcat în arhitectura interioară tâmpla aurită din lemn de tei veche de când biserica, icoanele împărătești așișderea, poate cele originale după unii și Icoana Maicii Domnului, restaurată în 1791 de către un cunoscut zugrav de biserici al locului, Ioan Zugravul.

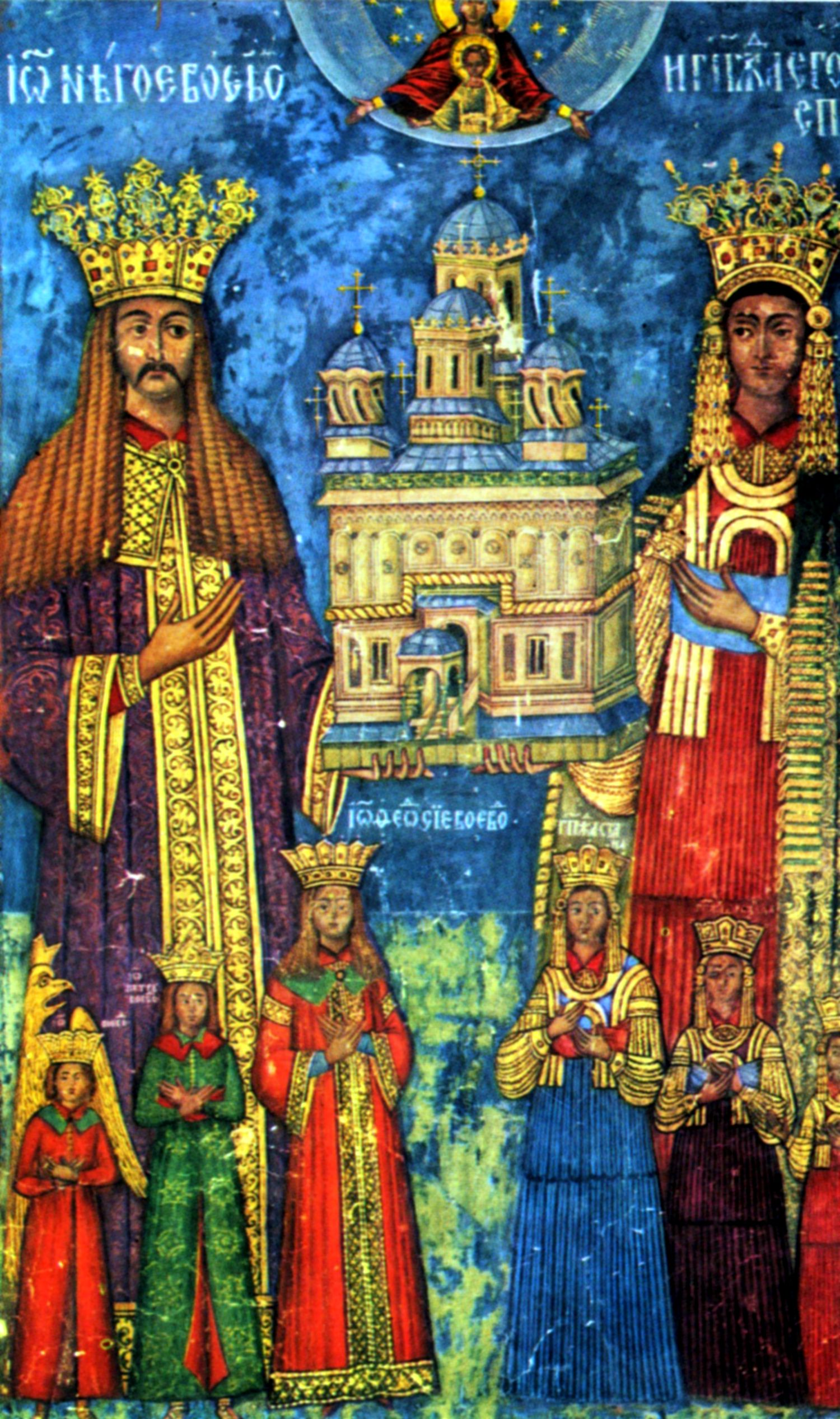
Neagoe Basarab şi familia sa

De asemeni, fără a minimaliza restul de valori, sunt trei icoane ale Sfântului Nicolae, Coborârea de pa cruce și Sfântul Sava, icoane de o mare valoare artistică din perioada de început a bisericii și care acum se află în custodia Muzeului de Artă al României.
Schitul, dealungul vremii se mai remarcă prin lucruri importante petrecute aici și care au marcat istoria pământului românesc. Fiind schit de călugărițe de pe la 1522 până în 1890, aici s-au călugărit soția lui Neagoe Basarab, Doamna Despina, cu numele de Platonia și mama lui Mihai Viteazul cu numele de Teofana.
Schitul Ostrov este primul așezământ monahal de pe teritoriul actualei Românii pentru călugărițe, lucru remarcat în istoricul schitului afișat la intrare.
O remarcă importantă în istoria schitului este că la sfârșitul  anilor '70, datorită lucrărilor de amenajare hidroelectrică a Oltului, insulița a fost înălțată cu circa 6 m distrugându-se o floră seculară de fagi, stejari și brazi. S-a ridicat și biserica și s-au refăcut și anexele. Cu toate că s-au făcut replantări, existând circa 47 de specii de arbori și trandafiri, farmecul secular al arborilor și plantelor seculare nu mai este.

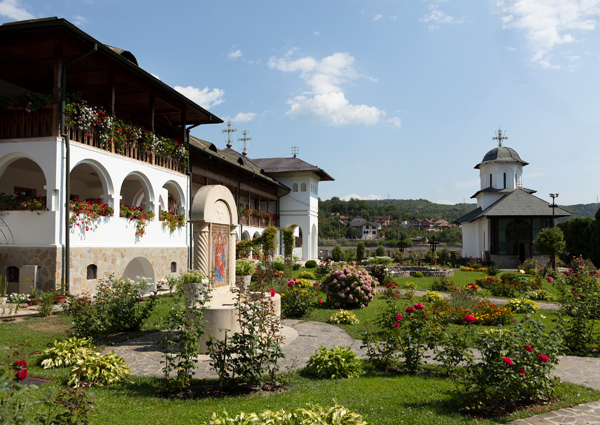
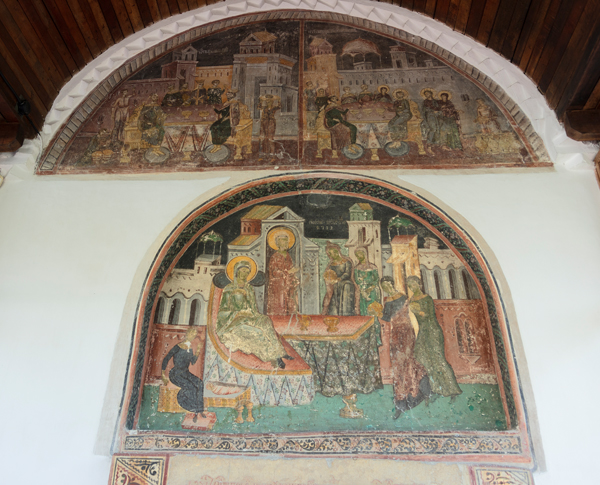
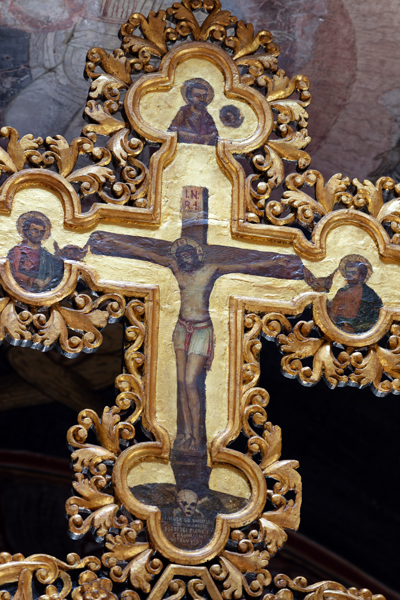
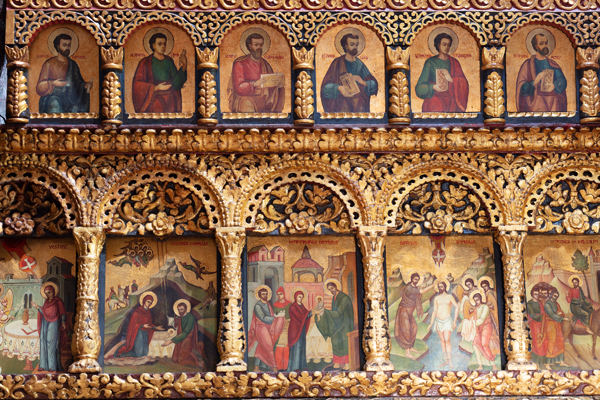
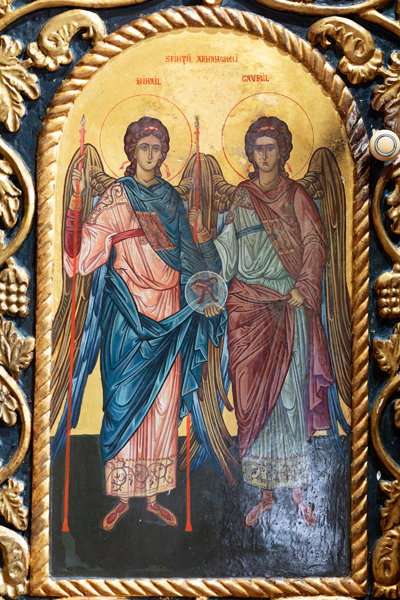